# Mk 13型飛彈發射器
Mk 13型飛彈發射器是美國海軍水面艦艇使用的單臂飛彈發射器，並且外銷到其他國家海軍使用，Mk 13同時也是美國海軍最後一種單臂飛彈發射系統，美軍內有「獨臂強盜」之暱稱。Mk 13能夠儲存與發射40枚多種飛彈，擔任防空與反潛任務。Mk 13發射架另有一個輕量簡化版：Mk 22給西班牙海軍的Baleares級巡防艦使用，儲存彈藥數量減少為16枚。

## 發展歷史
MK13飛彈發射系統的第1到第3型是作為RIM-24飛彈配套研製的發射器，自第4型（MOD 4）到第7型則修改為標準面對空飛彈的標準發射器，最先採用MK13發射器的是查理·亞當斯級驅逐艦。
當派里級巡防艦進入美國海軍服役之後，MK13成為該級艦的標準配備，系統整合的飛彈種類增加魚叉反艦飛彈與標準防空飛彈。

## 系統架構
Mk 13飛彈發射器分成兩個部分，分別是甲板下儲存飛彈的彈藥艙和甲板上的發射架與驅動裝置。

### 彈藥艙
甲板下的彈藥艙是兩個同心圓形的旋轉機構，以垂直的姿態儲存40枚飛彈，彈藥艙和發射架都可以旋轉，但是防爆門是固定的。外環可以存放24枚飛彈，內環可存放16枚飛彈，理論上雖然最大儲存量是40枚飛彈，但是會保留1枚作為發射器系統測試，並放置訓練彈，大部分情況下實彈存放量會是39枚。自第4型開始，彈藥艙能夠辨識64種各類飛彈，並且處理與存放其中7種，每一種的數量可以任意搭配。艙內具有安全防護系統，一旦有飛彈在彈藥艙內意外點燃，會立即自動注入二氧化碳來抑制續燃，避免意外擴大。

### 發射架
Mk 13的發射架最初是搭配韃靼面對空飛彈，經過修改之後MK13可以發射標準面對空飛彈與魚叉反艦飛彈。發射架基座平面旋轉角度沒有限制，俯仰角範圍從-15到95度之間。基座旋轉速率是90度／秒，仰角變化率是45度／秒。MK13以每10秒鐘可發射一枚飛彈，重新裝填時間為7.47到7.82秒之間，飛彈從彈藥艙推送到發射架之後會自動傳送彈藥種類辨識訊號，以確定架上的是預定使用的飛彈。整套系統重量為61,102公斤，操作時僅需要一名人員進行即可。

## 填裝速度

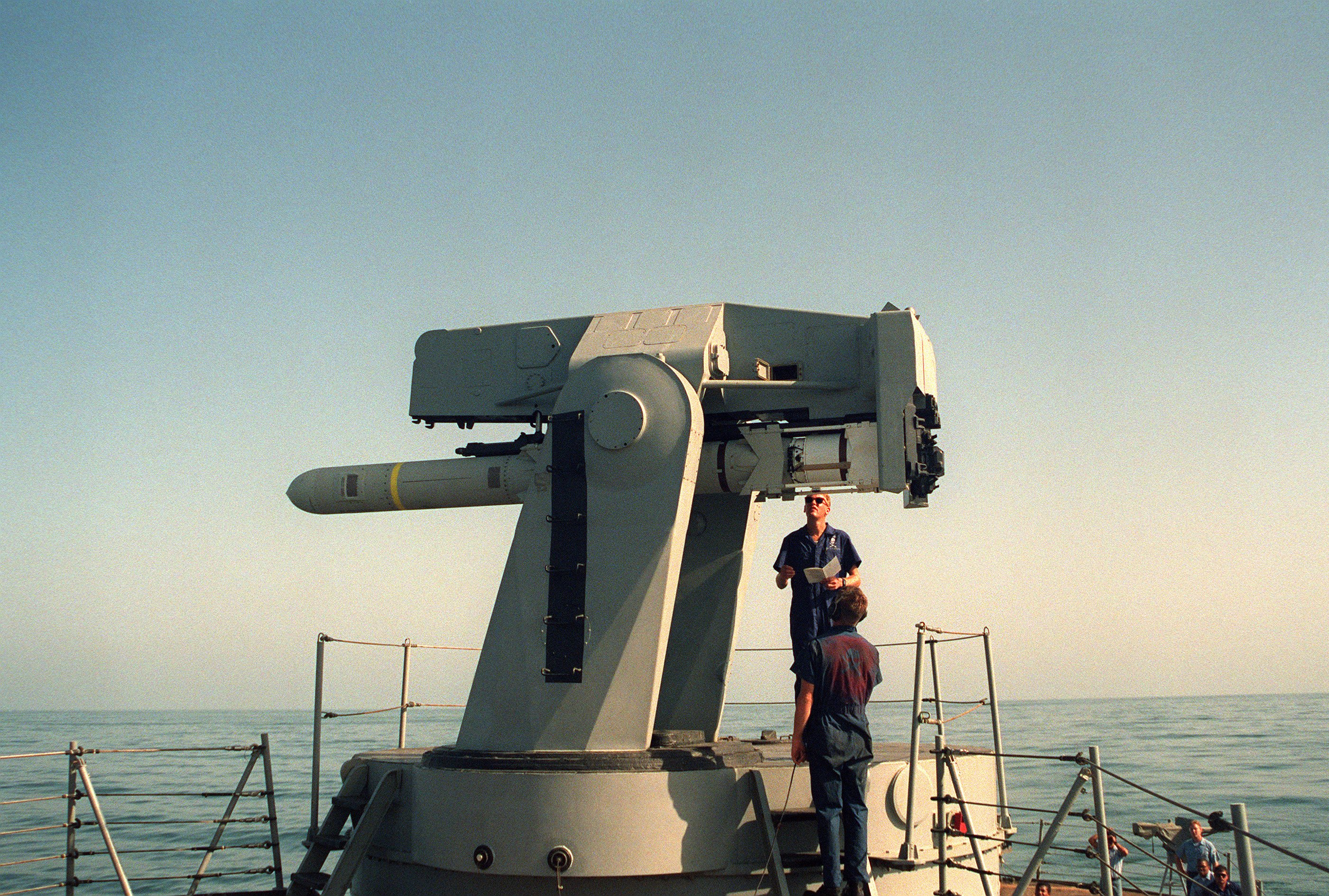
魚叉反艦飛彈送上Mk 13型飛彈發射器

每7.47-10秒可再填裝1發RIM-66標準一型MR Block VI B中程防空飛彈，每22秒可再填裝1發魚叉反艦飛彈

## 使用國家
曾經或是仍然使用Mk 13發射系統國家包括：
- 美国
- 日本
- 義大利
- 法國
- 德国
- 荷蘭
- 希腊
- 西班牙
- 中華民國

## 外部連結
- （英文）-FAS Mk 13 GMLS （页面存档备份，存于）